# 에오스

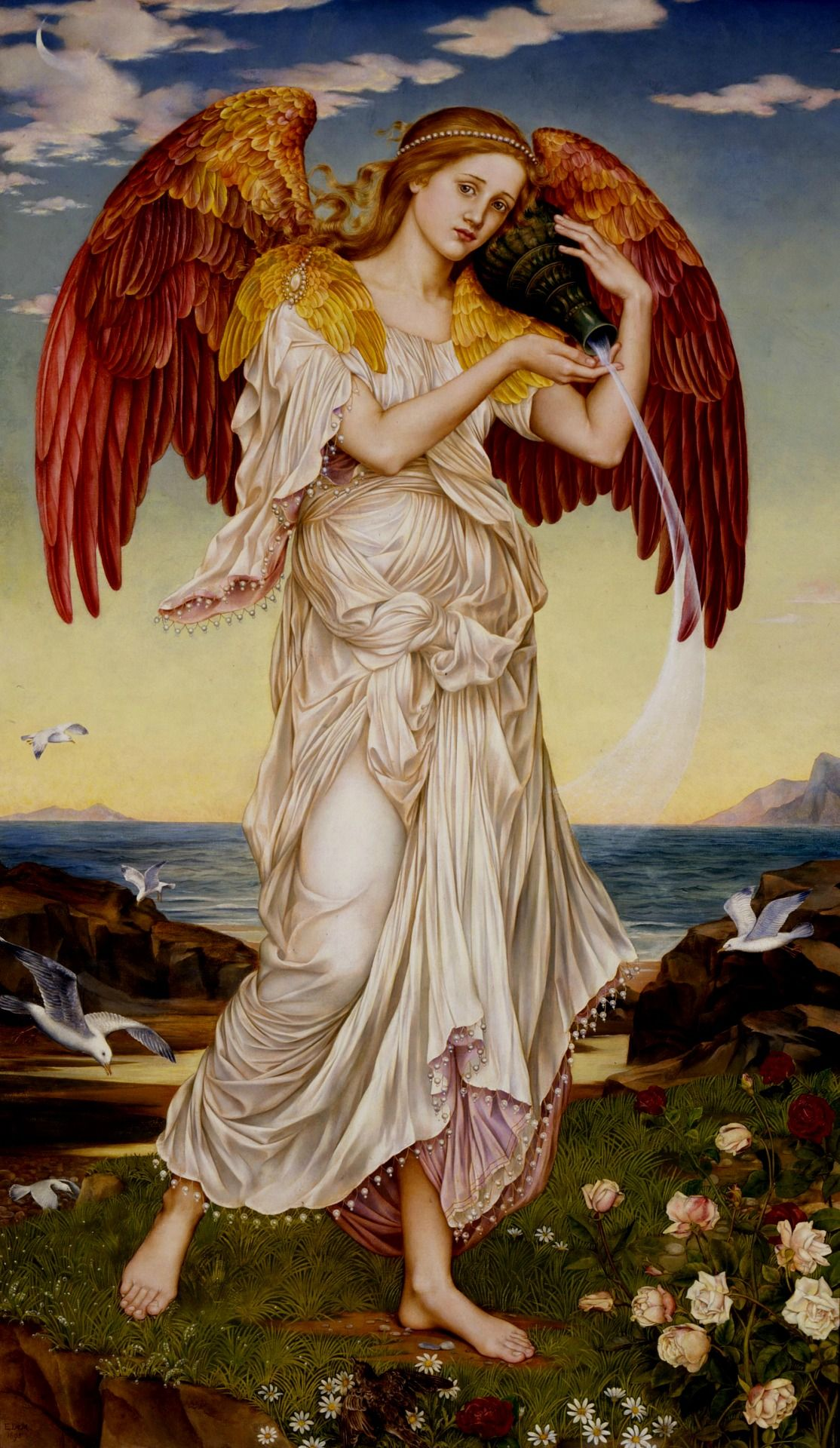
새벽의 여신 에오스

에오스(그리스어: Ηώς, 영어: Eos)는 그리스 신화에 나오는 새벽의 여신으로, 로마 신화의 오로라에 해당한다. 티탄족인 히페리온과 테이아의 딸이며 태양의 남신 헬리오스, 달의 여신 셀레네와 누나（언니） 지간이다. 거인 아스트라이오스와의 사이에서 바람의 남신들인 제피로스, 노토스, 보레아스를 낳았으며, 헤스페로스도 낳았으며, 인간인 티토노스와의 사이에서 멤논과 에마티온을 낳는다.
밤의 장막을 걷고 아침을 여는 새벽의 여신인 에오스는 밤의 장막을 보랏빛으로 물들이며, 태양신을 선도하는 역할을 맡고 있다. 신화에 따르면 사랑과 미의 여신 아프로디테는 그녀의 사랑을 받던 전쟁의 남신 아레스를 에오스가 사모하고 있던 사실을 알게 되자 분노해 에오스가 사랑하게 되는 인간 세상의 젊은이는 모두 불행한 결말을 맞는 저주를 내린다.

## 같이 보기
- 물병자리
- 쿠마에 무녀
- 안토니노스 리베랄리스
- 아라토스
- 디오도로스 시켈로스
- 가이우스 율리우스 히기누스
- 헤시오도스
- 호메로스
- 논노스
- 파우사니아스 (지리학자)
- 핀다로스
- 비블리오테케
- 프로페르티우스
- 오비디우스
- 코인토스 스미르나이오스
- 조르주 뒤메질